# Lista strumiformis
Lista strumiformis (лат.) — вид бабочек-огнёвок рода Lista из подсемейства Epipaschiinae.

## Распространение
Китай (Anhui, Fujian, Guangdong, Guangxi, Hainan, Henan, Jiangxi, Shaanxi, Zhejiang).

## Описание
Бабочки средних размеров. Размах крыльев около 2 см. Этот вид похож на Lista zhengi и Lista plinthochroa внешне. Его можно отличить от L. plinthochroa по гениталиям самцов по трехстворчатому, дистальному отростку гнатоса, наружному дорсальному отростку саккулюса примерно на 2/3 длины внутреннего и внешнему тупо-округлому краю срединной пластинки вальвы; в гениталиях самок — полностью перепончатым бурсовым протоком, составляющим около 1/2 длины бурсы тела; у L. plinthochroa дистальный отросток гнатоса изогнут, внешний дорсальный отросток составляет примерно 1/3 длины внутреннего, а внешний край срединной пластинки переходит в лопасть; у самок длина базально склеротизованных протоков сумки примерно в 1,2 раза больше, чем длина сумки тела. Голова желтовато-белая. Грудь и тегулы желтовато-белые с примесью чёрного и бледно-коричневого. Переднее крыло с чёрной базальной частью с желтовато-белыми чешуйками; срединная область бледно-розовая с примесью жёлтого и чёрного; дистальное поле бледное, по жилкам с белыми полосками, окаймленными чёрным с обеих сторон; реберный край жёлтый, с черными чешуйками, разбросанными до постмедианной линии; передняя линия чёрная, идет от базальных 2/5 реберного края немного наклонно внутрь к нижнему краю ячейки, затем внутрь до базальной 1/4 спины, окаймлена бледно-розовой фасцией по внутреннему краю. Ноги бледно-желтые, передние и средние бедра и голени залиты буроватой чешуей, передние лапки с продольными белыми полосами. Брюшко с вентральной стороны белое; жёлтое на дорсальной поверхности, залитый бледно-черными чешуйками, каждый сегмент на конце желтовато-белый.  Лабиальные щупики вздернуты вверх.

## Таксономия
Вид был впервые описан в 2021 году китайскими энтомологами Hou-Hun Li и Hua Rong (Китай). Таксон близок к видам Lista zhengi и Lista plinthochroa.